# Krasnodarski kraj
Krasnodarski kraj je kraj u Rusiji, smješten na obalama Azovskog i Crnog mora, odnosno u Predkavkazju i na sjevernim padinama Velikog Kavkaza.
Bio je dijelom Azovsko-crnomorskog kraja u SSSR-u do 13. rujna 1937. godine.